# Гаврилово
Гаври́лово (рос. Гаврилово) — присілок у складі Богородського міського округу Московської області, Росія.

## Населення
Населення — 86 осіб (2010; 95 у 2002).
Національний склад (станом на 2002 рік):
- росіяни — 99 %